# Розукулов, Улугбек Убайдуллаевич
Улугбек Убайдуллаевич Розукулов (узб. Ulugʻbek Ubaydullayevich Rozukulov, 3 мая 1969, Ташкент) — узбекский государственный деятель, дипломат. Председатель Правления АО «Узавтосаноат» с 24 марта 2023 года.

## Биография
Родился 3 мая 1969 года в Ташкентской области. Женат, воспитывает четверых детей. Владеет узбекским, русским, английским и индонезийским языками.

## Образование
В 1993 году окончил с отличием Экономический факультет Московского государственного университета.
В 1996 году окончил аспирантуру Института экономики Российской Академии Наук. Кандидат экономических наук.

## Карьера
1996—1998 — работал на различных должностях в Национальном банке внешнеэкономической деятельности Республики Узбекистан .
1997—1998 — Начальник главного управления казначейства Национального банка  внешнеэкономической деятельности Республики Узбекистан.
1998—2003 — Руководитель главного валютно-экономического управления Министерства финансов Республики Узбекистан .
2003—2005 — Руководитель департамента внешнеэкономических связей Кабинета министров Республики Узбекистан .
2005—2006 — Первый заместитель министра экономики Республики Узбекистан .
2006 — Руководитель Объединённого аналитического департамента экономики и внешнеэкономических связей Кабинета министров Республики Узбекистан .
2006—2007 — Исполнительный директор Фонда реконструкции и развития Республики Узбекистан .
2007—2008 — Председатель правления акционерного общества «Узавтосаноат» .
2008—2017 — Заместитель премьер-министра Республики Узбекистан, одновременно занимая должность председателя правления акционерного общества «Узавтосаноат». По совместительству Ректор Туринского политехнического университета в г. Ташкент.
2017—2018 — Генеральный директор национальной авиакомпании «Uzbekistan Airways» .
2018—2023 — Чрезвычайный и полномочный посол Республики Узбекистан в Индонезии.
2019—2023 — Чрезвычайный и полномочный посол Республики Узбекистан во Вьетнаме и постоянный представитель Республики Узбекистан при АСЕАН.
С 2023 года по настоящее время: Председатель правления акционерного общества «Узавтосаноат».
С 2023 года по настоящее время Председатель федерации гимнастики Республики Узбекистан.

## Награды
В 2011 году награжден орденом «Мехнат Шухрати».